# Цемент

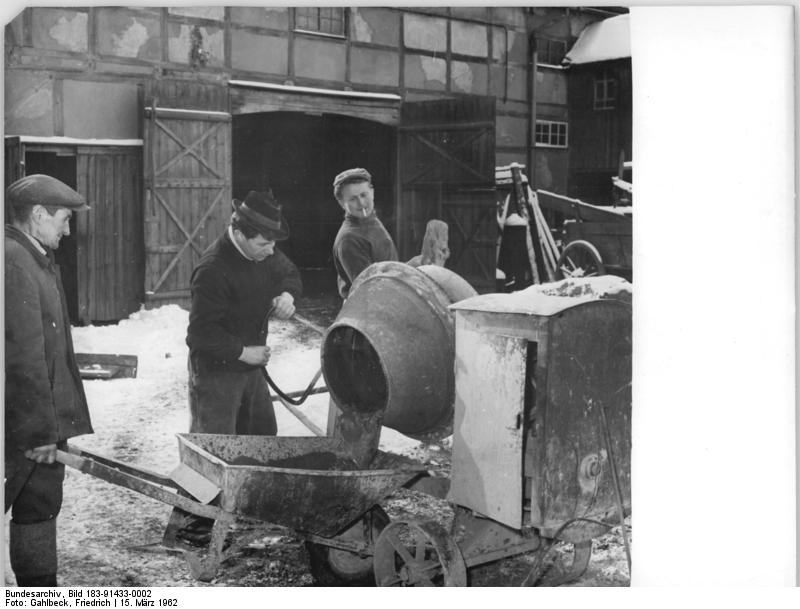
Строительный раствор, приготовленный на основе цемента в бетоносмесителе, перегружают в тачку

Цемент (лат. caementum — «щебень, битый камень») — искусственное неорганическое гидравлическое вяжущее вещество. Один из основных строительных материалов.
При взаимодействии с водой, водными растворами солей и другими жидкостями образует пластичную массу, которая затем затвердевает и превращается в камневидное тело. В основном используется для изготовления бетона и строительных растворов.
Цемент является гидравлическим вяжущим и обладает способностью набирать прочность во влажных условиях, чем принципиально отличается от некоторых других минеральных вяжущих — (воздушной извести), которые твердеют только на воздухе.
Марка цемента — условная величина, которая обозначает, что прочность при сжатии будет не ниже обозначенной марки (200, 300, 400, 500, 600)
Цемент для строительных растворов — малоклинкерный композиционный цемент, предназначенный для кладочных и штукатурных растворов. Изготавливают совместным помолом портландцементного клинкера, активных минеральных добавок и наполнителей

## Исторические сведения

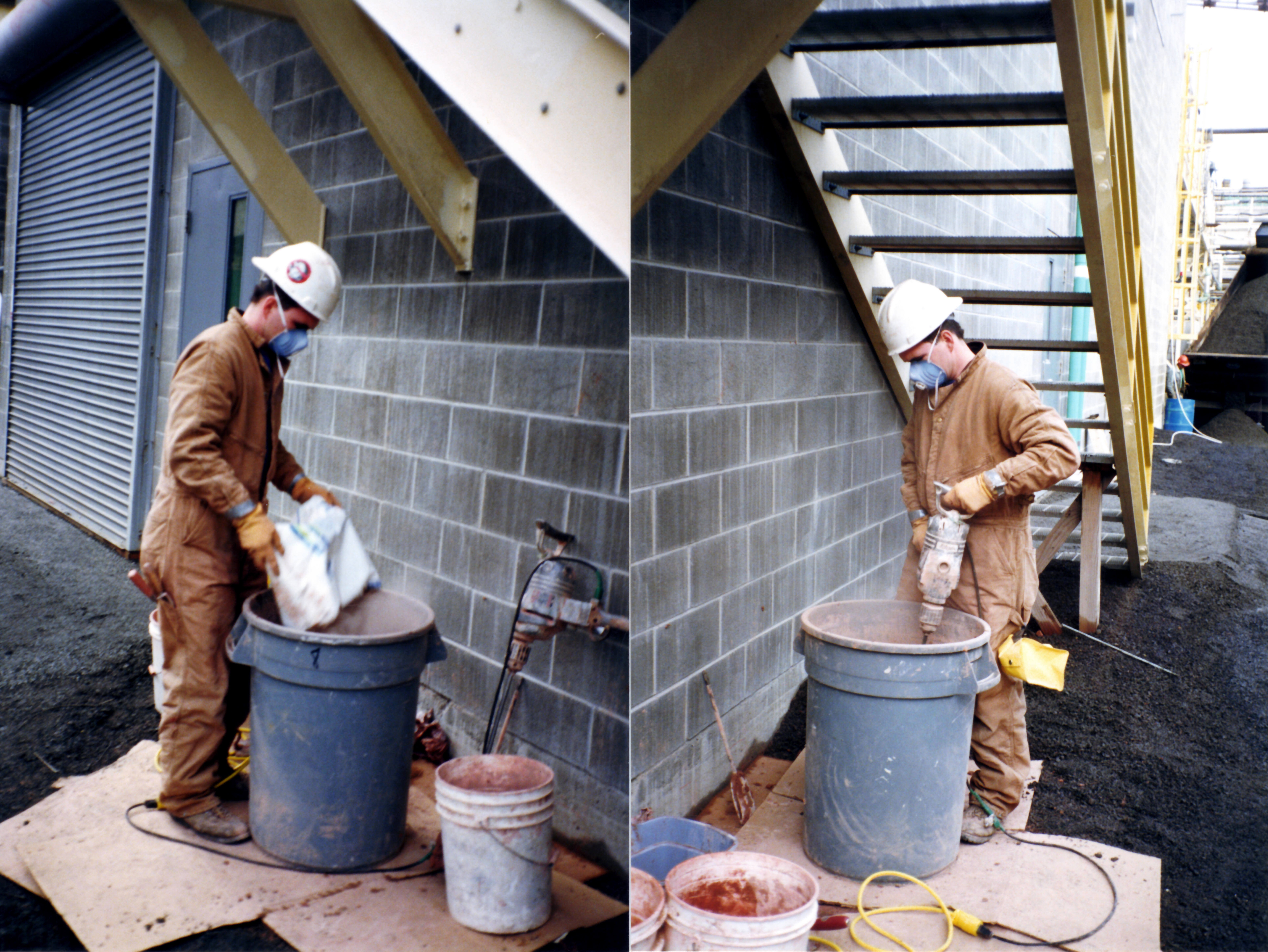
Замес

Римляне подмешивали к извести определённые материалы для придания ей гидравлических свойств. Это были:
- пуццоланы (отложения вулканического пепла Везувия);
- дроблёные или измельчённые кирпичи;
- трасс, который они нашли в районе г. Эйфеля (затвердевшие отложения вулканического пепла).

Несмотря на различия, все эти материалы содержат в своем составе оксиды:
диоксид кремния SiO2 (кварц или кремнекислота), оксид алюминия Al2O3 (глинозём), оксид железа Fe2O3 — и вызывают взаимодействие с ними извести; при этом происходит присоединение воды (гидратация) с образованием в первую очередь соединений с кремнезёмом. В результате кристаллизуются нерастворимые гидросиликаты кальция. В средние века было случайно обнаружено, что продукты обжига загрязнённых глиной известняков по водостойкости не уступают римским пуццолановым смесям и даже превосходят их.

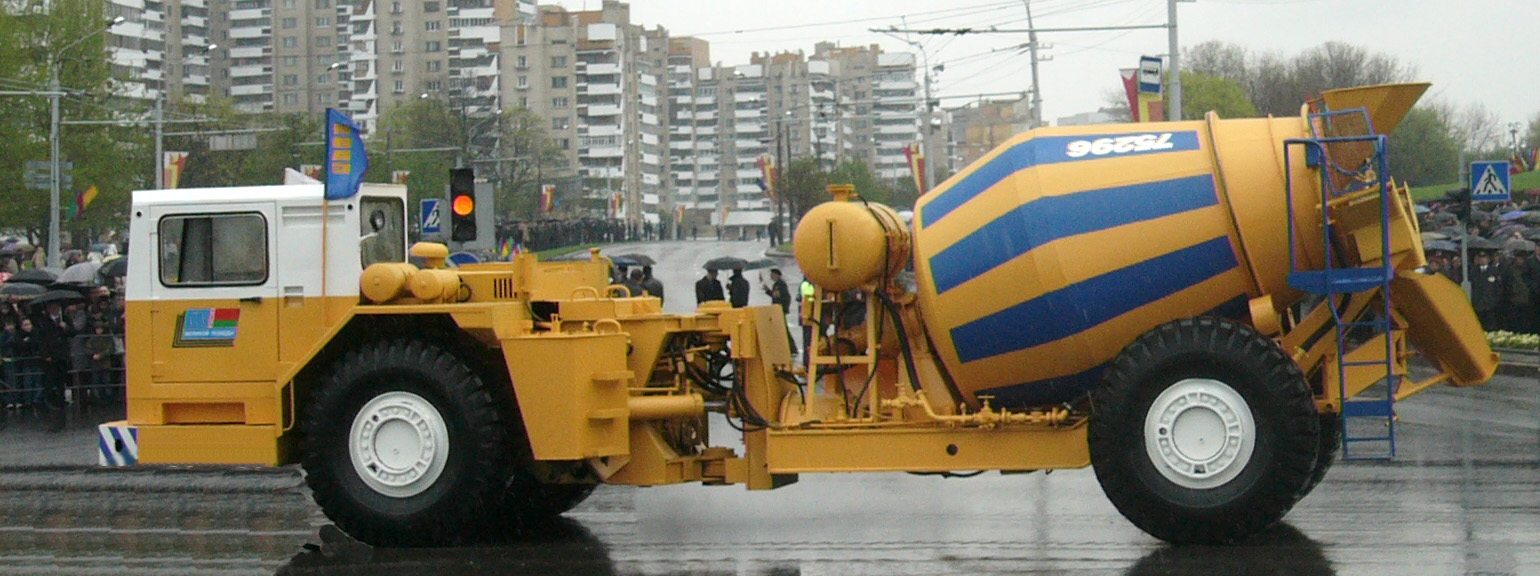
Растворосмеситель для подземных бетонных работ

После этого начался вековой период усиленного экспериментирования. При этом основное внимание было обращено на разработку специальных месторождений известняка и глины, на оптимальное соотношение этих компонентов и добавку новых. Только после 1844 года пришли к выводу, что, помимо точного соотношения компонентов сырьевой смеси, прежде всего необходима высокая температура обжига (порядка +1450 °С, 1700 K) для достижения прочного соединения извести с оксидами. Эти три оксида после спекания с известью определяют гидравлические свойства; их называют оксидами, обусловливающими гидравличность (факторами гидравличности).
Портландцемент получается при нагревании известняка и глины или других материалов сходного валового состава и достаточной активности до температуры +1450…+1480 °С. Происходит частичное плавление и образуются гранулы клинкера. Для получения цемента клинкер размалывают совместно примерно с 5 % гипсового камня. Гипсовый камень управляет скоростью схватывания; его можно частично заменить другими формами сульфата кальция. Некоторые технические условия разрешают добавлять другие материалы при помоле. Типичный клинкер имеет примерный состав 67 % СаО, 22 % SiO2, 5 % Al2О3, 3 % Fe2O3, 3 % других компонентов и обычно содержит четыре главные фазы, называемые алит, белит, алюминатная фаза и алюмоферритная фаза. В клинкере обычно присутствуют в небольших количествах и несколько других фаз, таких как щелочные сульфаты и оксид кальция.
Алит является наиболее важной составляющей всех обычных цементных клинкеров; содержание его составляет 50—70 %. Это трёхкальциевый силикат, Са3SiO5, состав и структура которого модифицированы за счёт размещения в решетке инородных ионов, особенно Mg2+, Al3+ и Fe3+. Алит относительно быстро реагирует с водой и в нормальных цементах из всех фаз играет наиболее важную роль в развитии прочности; для 28-суточной прочности вклад этой фазы особенно важен.
Содержание белита для нормальных цементных клинкеров составляет 15—30 %. Это двукальциевый силикат Ca2SiO4, модифицированный введением в структуру инородных ионов и обычно полностью или большей частью присутствующий в виде β-модификации. Белит медленно реагирует с водой, таким образом слабо влияя на прочность в течение первых 28 суток, но существенно увеличивает прочность в более поздние сроки. Через год прочности чистого алита и чистого белита в сравнимых условиях примерно одинаковы.
Содержание алюминатной фазы составляет 5—10 % для большинства нормальных цементных клинкеров. Это трехкальциевый алюминат сокращенно обозначаемый 3СaAS (состав — 3CaO*Al2O3*SiO2), существенно изменённый по составу, а иногда и по структуре, за счёт инородных ионов, особенно Si4+, Fe3+, Na+ и К+. Алюминатная фаза быстро реагирует с водой и может вызвать нежелательно быстрое схватывание, если не добавлен контролирующий схватывание агент, обычно гипс.
Ферритная фаза составляет 5—15 % обычного цементного клинкера. Это — четырёхкальциевый алюмоферрит, сокр. 4СaAFS (4CaO*Al2O3*Fe2O3*SiO2), состав которого значительно меняется при изменении отношения Al/Fe и размещении в структуре инородных ионов. Скорость, с которой ферритная фаза реагирует с водой, может несколько варьировать из-за различий в составе или других характеристиках, но, как правило, она высока в начальный период и является промежуточной между скоростями для алита и белита в поздние сроки.
Выдающийся учёный химик А. Р. Шуляченко считается отцом русской цементной промышленности. Широкое применение получила шахтная печь Антонова для обжига и производства клинкера. По вопросам цементной технологии и твердения гидравлических вяжущих много работ провели Ю. М. Бутт, С. М. Рояк, И. Ф. Пономарев, Н. А. Торопов и другие.

## Виды цемента
По наличию основного минерала цементы подразделяются:
- романцемент — преобладание белита, в настоящее время не производится;
- портландцемент — преобладание алита, наиболее широко распространён в строительстве;
- глинозёмистый цемент — преобладание алюминатной фазы;
- магнезиальный цемент (цемент Сореля, альболит) — на основе магнезита, затворяется водным раствором солей;
- кислотоупорный цемент — на основе гидросиликата натрия (Na2O·mSiO2·nH2O), сухая смесь кварцевого песка и кремнефтористого натрия, затворяется водным раствором жидкого стекла.

Также известен биоцемент, отличающийся от обычного цемента тем, что производится при помощи биотехнологий.
В подавляющем большинстве случаев под цементом имеют в виду портландцемент и цементы на основе портландцементного клинкера. В конце XX века количество разновидностей цемента составляло около 30.
По прочности цемент делится на марки, которые определяются главным образом пределом прочности при сжатии половинок образцов-призм размером 40×40×160 мм, изготовленных из раствора цемента состава 1:3 с кварцевым песком. Марки выражаются в числах М200 — М600 (как правило с шагом 100 или 50) обозначающим прочность при сжатии соответственно в 100—600 кг/см² (10—60 МПа). Цемент с маркой 600 благодаря своей прочности называется «военным» или «фортификационным» и сто́ит заметно больше марки 500. Применяется для строительства военных объектов, таких как бункеры, ракетные шахты и так далее.
В настоящее время цемент делится на классы по прочности. Основное отличие классов от марок состоит в том, что прочность выводится не как средний показатель, а требует не менее 95 % обеспеченности (то есть 95 образцов из 100 должны соответствовать заявленному классу). Класс выражается в числах 30—60, которые обозначают прочность при сжатии (в МПа).

## Производство
Цемент получают тонким измельчением клинкера и гипса. Клинкер — продукт равномерного обжига до спекания однородной сырьевой смеси, состоящей из известняка и глины определённого состава, обеспечивающего преобладание силикатов кальция.
При измельчении клинкера вводят добавки: гипс СaSO4·2H2O для регулирования сроков схватывания, до 15 % активных минеральных добавок (пиритные огарки, колошниковую пыль, бокситы, пески) для улучшения некоторых свойств и снижения стоимости цемента.
Обжиг сырьевой смеси проводится при температуре +1450…+1480 °C в течение 2—4 часов в длинных вращающихся печах (3,6×127 м, 4×150 м и 4,5×170 м) с внутренними теплообменными устройствами, для упрощения синтеза необходимых минералов цементного клинкера. В обжигаемом материале происходят сложные физико-химические процессы. Вращающуюся печь условно можно поделить на зоны:
- подогрева (+200…+650 °C — выгорают органические примеси и начинаются процессы дегидратации и разложения глинистого компонента). Например, разложение каолинита происходит по следующей формуле: Al2O3·2SiO2·2H2O → Al2O3·2SiO2 + 2H2O; далее при температурах +600…+1000 °C происходит распад алюмосиликатов на оксиды и метапродукты.
- декарбонизации (+900…+1200 °C) происходит декарбонизация известнякового компонента: СаСО3 → СаО + СО2, одновременно продолжается распад глинистых минералов на оксиды. В результате взаимодействия основных (СаО, MgO) и кислотных оксидов (Al2O3, SiO2) в этой же зоне начинаются процессы твёрдофазового синтеза новых соединений (СаО·Al2O3 — сокращённая запись СА, который при более высоких температурах реагирует с СаО и в конце жидкофазового синтеза образуется С3А), протекающих ступенчато;
- экзотермических реакций (+1200…+1350 °C) завершается процесс твёрдофазового спекания материалов, здесь полностью завершается процесс образования таких минералов как С3А, С4АF (F — Fe2O3) и C2S (S — SiO2) — 3 из 4 основных минералов клинкера;
- спекания (+1300 → +1480 → +1300 °C) частичное плавление материала, в расплав переходят клинкерные минералы кроме C2S, который, взаимодействуя с оставшимся в расплаве СаО, образует минерал алит (С3S — твёрдый раствор трёхкальциевого силиката и небольшого количества (2—4 %) MgO, Al2O3, P2O5, Cr2О3 и других);
- охлаждения (+1300…+1000 °C) температура понижается медленно. Часть жидкой фазы кристаллизуется с выделением кристаллов клинкерных минералов, а часть застывает в виде стекла.

## Производство цемента в мире и России
В 2010 году мировое производство цемента достигло 3,325 млрд тонн. В тройку крупнейших производителей вошли Китай (1,8 млрд тонн), Индия (220 млн тонн), и США (63,5 млн тонн). По данным Росстата, производство в России портландцемента, цемента глинозёмистого, цемента шлакового и аналогичных гидравлических цементов в 2012 году составило 61,5 млн тонн.
Производство цемента в России в 2022 году составило 60,8 млн тонн.
В 2023 году объем производства цемента в России составил уже 63 млн тонн.
Крупнейшие производители цемента в мире на 2011 год:
- Lafarge — Франция — 150,6 млн т.
- Holcim — Швейцария — 136,7 млн т.
- Heidelberg Group — Германия — 76 млн т. (на 1 июля 2016 г)
- Cemex — Мексика — 74,0 млн т.
- Italcementi — Италия — 54,4 млн т.
- Anhui Conch Cement — Китай — 41,5 млн т.
- Taiheiyo Cement — Япония — 38,0 млн т.
- Votorantim Cimentos — Бразилия — 31.8 млн т.
- Cimpor — Португалия — 28,3 млн т.
- Buzzi Unicem+Dyckerhoff — Италия-Германия — 26,6 млн т.
- Vicat — Франция — 19,8 млн т.[5]
- Евроцемент груп — Россия — 18,4 млн т.

### Производство цемента в России
Десять ведущих производителей цемента в России на 2013 год (объём в млн тонн / доля на рынке в %):
1. «Евроцемент груп» — 21,649 / 32,6
2. «Новоросцемент» — 5,772 / 8,7
3. «Мордовцемент» — 4,717 / 7,1
4. «Сибирский цемент» — 4,307 / 6,5
5. Heidelberg Cement — 3,654 / 5,5
6. Holcim — 3,658 / 5,5
7. Dyckerhoff — 3,257 / 4,9
8. «Себряковцемент» — 3,167 / 4,8
9. Lafarge — 2,416 / 3,6
10. «Востокцемент» — 2,037 / 3,1

Проектная мощность заводов по итогам 2014 года (млн тонн в год):
1. «Евроцемент груп» — 33,1
2. «Мордовцемент» — 7,2
3. «Новоросцемент» — 6,9
4. «Сибирский цемент» — 6,7
5. Heidelberg Cement — 4,9
6. Holcim — 4,6
7. «Востокцемент» — 4,3
8. Dyckerhoff — 3,7
9. «Себряковцемент» — 3,4
10. «Базэлцемент» — 3,2

В декабре 2014 года предприятия «Мордовцемента» перешли под контроль «Евроцемент групп».

### Международный рынок цемента
В 2019 году объём мирового оборота цемента оценивался в $12.1 млрд. Крупнейшими экспортёрами выступили: Вьетнам ($1.39 млрд.), Турция ($993 млн.), Таиланд ($704 млн.), Германия ($558 млн.) и Канада ($534 млн.). Крупнейшими импортёрами — США ($1.27 млрд.), КНР ($918 млн.), Бангладеш ($641 млн.), Филиппины ($512 млн.), Франция ($480 млн.). Доля России в мировом экспорте цемента составила 0,55 % (ок. $67 млн.), в импорте — 0,67 % (ок. $82 млн.)
1. Китай 2200 млн.т.
2. Индия 320 млн.т.
3. Вьетнам 95 млн.т.
4. США 89 млн.т.
5. Египет 76 млн.т.
6. Индонезия 74 млн.т.
7. Иран 60 млн.т.
8. Россия 57 млн.т.
9. Бразилия 55 млн.т. ; Республика Корея 55 млн.т.
10. Япония 54 млн.т.
11. Турция 51 млн.т.

Остальные страны 900 млн.т.  
Мировая продукция в 2019 4100 млн.т. (ред.) Данный Список стран по производству цемента в 2019 году основан на данных Американской ассоциации производителей цемента.